# Вернер Гамель
Вернер Гамель (нім. Werner Hamel, 9 лютого 1911 — 25 липня 1987) — німецький хокеїст на траві.
Срібний призер Олімпійських Ігор 1936 року.